# Xã Smith, Quận Cross, Arkansas
Xã Smith (tiếng Anh: Smith Township) là một xã thuộc quận Cross, tiểu bang Arkansas, Hoa Kỳ. Năm 2010, dân số của xã này là 1.892 người.